# Sanja Iveković

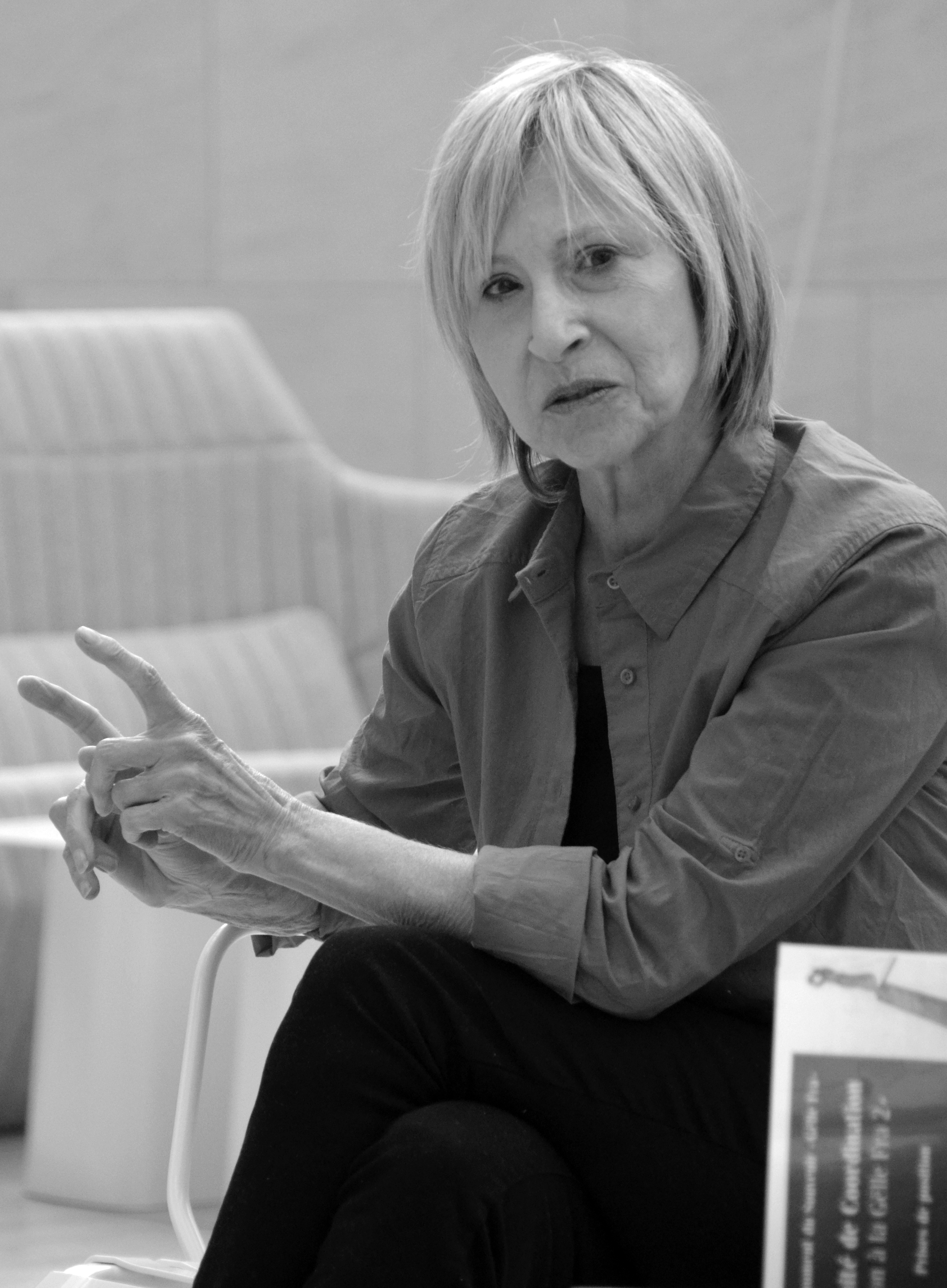
Sanja Iveković (2012)

Sanja Iveković, född 1949 i Zagreb, är en kroatisk konceptkonstnär som varit verksam sedan 1970-talet inom fotografi, video, installation och performance, med ett feministiskt och samhällskritiskt fokus. Inom feministisk konst, men även inom videokonst, räknas hon som en föregångare i forna Jugoslavien. Många av hennes verk refererar och använder sig av populärkulturella bilder, hämtade från modemagasin och reklam, som hon ställer emot privata bilder ur sina egna fotoalbum. Hon arbetade tidigt med att använda den egna kroppen, och bilden av sig själv och det privata, för att belysa samhällets påverkan och blick på kvinnokroppen.